# Gheorghe Pompilian
Gheorghe (George) Ioachim Pompilian (n. 6/18 decembrie 1835, Ploiești, Țara Românească – d. 25 august/7 septembrie 1907, București, România) a fost un profesor, ziarist și pictor român adept al academismului. El a fost un decorator de biserici care a asimilat doctrina academismului din sursele occidentale. Pompilian a urmat Accademia di San Luca de la Roma ca și Gheorghe Tattarescu. Pasionat de pictură, artistul a fost atras de arta barocă pe care a găsit-o în galeriile publice din capitala Italiei. Având afinități cu corifeii lui Caravaggio, el a importat în România ecoul frământărilor și neliniștile acestui pictor ce era supranumit „pictorul blestemat” ( în italiană pittore maladetto ). De aceea, a spus Ion Frunzetti că, Pompilian a avut în România o poziție incertă, chiar stranie, în arta plastică românească. Un motiv pentru care istoricul de artă a făcut o asemenea afirmație este că după cinci ani  de muncă la decorarea Bisericii Sfântul Gheorghe Nou din București, publicul român a rămas dezorientat de noutatea și maniera de execuție a acesteia. Gheorghe Pompilian a vrut să realizeze o pictură capabilă să miște sufletul celor care o privesc. Rezultatul obținut era în totală opoziție cu lucrările similare făcute de adepții școlii lui Gheorghe Tattarescu sau Constantin Lecca, care practicau o pictură rutinară ieșită parcă din existența unei singure dorințe, aceea de a picta zilnic o suprafață de perete caligrafiind rețete pregătite cu mult înainte, sau chiar copiind gravuri de pe cartoane. Artistul a dezvăluit în pictura de la Biserica Sf. Gheorghe Nou din București o ardoare secretă, un freamăt interior, ce rămân vizibile în pofida stângăciilor de execuție ale tehnicii sale insuficient evoluate.

## Biografie
Gheorghe Pompilian s-a născut în ziua de 6 decembrie 1835 la Ploiești. A fost, la Brașov, ucenicul meșterului zugrav Ucenescu și, la București, al pictorului Constantin Lecca. Artistul a plecat în anul 1862 la Roma pentru a urma cursuri de pictură. Nu se cunosc, încă, sursele de finanțare pentru susținerea sa în capitala Italiei, însă există opinii că el ar fi urmat cursurile Accademiei di San Luca, fără a exista, până în februarie 2017, atestări documentare ce să certifice fără tăgadă acest lucru. Există și voci care sunt de părere că ar fi fost elevul lui Natale Carta, cel cu care a studiat și Gheorghe Tattarescu în perioada sa de formare italiană. Ca urmare nu se poate spune cu certitudine dacă Pompilian a studiat la academia din Roma sau a făcut doar studii cu Natale Carta. Întreaga sa viață este învăluită de lacune profunde. Cert este că există la Pinacoteca Municipiului București o lucrare intitulată Pelerinul realizată de Pompilian, care este o copie după una a lui Natale Carta. Mai mult, Gheorghe Tattarescu a realizat o lucrare asemănătoare în perioada 1846-1849.
Pompilian s-a întors în anul 1865 la București unde a fost numit profesor de desen la Gimnaziul „Gheorghe Lazăr”. A mai predat desenul și la Azilul „Elena Doamna”, la Școala normală pentru învățătura poporului român, la Școala română de conductori și prima școală de arhitectură. Horia Nestorescu-Bălcești a menționat că artistul ar fi fost din anul 1875 membru al lojei masonice Înțelepții din Heliopolis fapt care l-a determinat să devină profesor la Școala de Arte și Meserii. Din datele lacunare care s-au păstrat despre Gheorghe Pompilian, rezultă că a fost împreună cu Ion Slavici redactor la ziarul Timpul, care era organul de presă al Partidului Conservator al lui Lascăr Catargiu. A fost profesor la Școala de Bele-Arte și Arhitectură din București.
Gheorghe Pompilian a fost căsătorit cu Elena Zossima cu care a avut o fiică, Constanța Pompilian-Zossima, care a urmat Liceul Gheorghe Lazăr. A urmat mai apoi Universitatea din București, Facultatea de Matematică, după care a plecat la Paris unde a fost studentă la Sorbona. Ea a fost colaboratoare și fondatoare a Gazetei de Matematică și a înființat în anul 1896 Institutul „Pompilian” din București (școală de fete) din Calea Rahovei nr. 64 - 66, acolo unde a fost directoare mai mulți ani. Constanța s-a căsătorit cu inginerul constructor Dumitru Zossima, văr de-al doilea cu ea. A fost decorată de statul român și cel francez. Ambii soți au fost înmormântați la Cimitirul Bellu.

## Mărturii
- RAFAEL (1903):

„...Bătrânul pictor G. Ioachim Pompilian e încă una din ilustrațiunile artistice de mare valore, a cărui activitate va cuprinde câte-va frumose pagine în istoria evoluțiunei nostre artistice. Dotat de la natură cu o mare doză de talent și cu o mare putere și voință de muncă și-a completat serios studiile de pictură în Italia, mai ales la Roma, unde s-a inspirat de la marile lucrări ale celebrilor Raphael, Michhel Angelo, Guido Reni, Velasquez, Van Dyck, etc. A atacat tote genurile de pictură. De la pictura religioasă, care i-a ocupat o mare parte din vieța sa artistică, până la pictura de gener, totul a fost abordat de acest talentat și fecund artist. Pictura bisericei Sf. Gheorghe Vechiu și Sf. Spiridon, tablourile istorice, precum și celelalte pânze ale d-lui Pompilian, sunt lucrări de o valore incontestabilă. În corpul ziarului nostru, cititorii vor vedea o listă de peste 120 lucrări de tote genurile, ale pictorului, lucrări cari au fost puse sub ochii lumei, la expozițiunea organizată la interiorul bis. Sf. Ghheorghe și credem că vom face o plăcere tuturor, publicând și în numerile următore, dări de seamă mai amănunțite despre valorea pânzelor, perspectiva, coloritul deosebit și îngrijit, cum și de sentimentele naționale de care a fost și este însuflețit acest valoros artist.”
----- RAFAEL în digibuc.ro: Gazeta artelor: Theatru, musică, pictură, sculptură, architectură, gimnastică, dans etc., 1, nr. 21, 23 martie 1903[nefuncțională]
, pag. 5. La pag. 6 au fost publicate numele celor 120 de  tablouri expuse la expoziția de la Biserica Sf. Gheorghe Vechi din București - accesat 26 octombrie 2020

## Decorator de biserici
Gheorghe Pompilian a zugrăvit următoarele biserici:
- Biserica Sfântul Vasile din Ploiești;[13]
- Biserica Sfântul Nicolae din Brețcu, Covasna, construită în anul 1783;[13]
- Biserica Sfântul Gheorghe Vechi din București;[13]
- Biserica Sfântul Gheorghe Nou din București;[13]
- Biserica din Ghergani, Dâmbovița.[13]

A ctitorit împreună cu soția sa Elena (n. Zossima) paraclisul Mănăstirii Antim, paraclis care a purtat ulterior numele de Paraclisul Pompilian.

## Muzeistică
- În perioada anilor 1927 - 1928 a avut loc la Ateneul Român o Expoziție retrospectivă a artiștilor români pictori și sculptori din ultimii 50 de ani[nefuncțională]
 la care urmașii pictorului au participat cu o serie de lucrări realizate de Gheorghe Pompilian.[5] Cu această ocazie s-a văzut înclinația spre tematica bizară pe care artistul a abordat-o, aproape macabră, violentă, spre căutarea deformării bestiale pe care paroxismul patimei și suferința fizică îl dau înfățișării umane. Ion Frunzetti a comentat evenimentul și a considerat că pictura cu care a decorat pereții bisericilor denotă un artist contaminat de febra romantică a răului, similiar lui Géricault sau Goya.[15]
- Pinacoteca Municipiului București deține un ciclu artistic inedit tematic, realizat de pictorul Gheorghe Ioachim Pompilian, ce ilustrează pedepsele aplicate în timpul domniilor fanariote.[16]

## Galerie de imagini

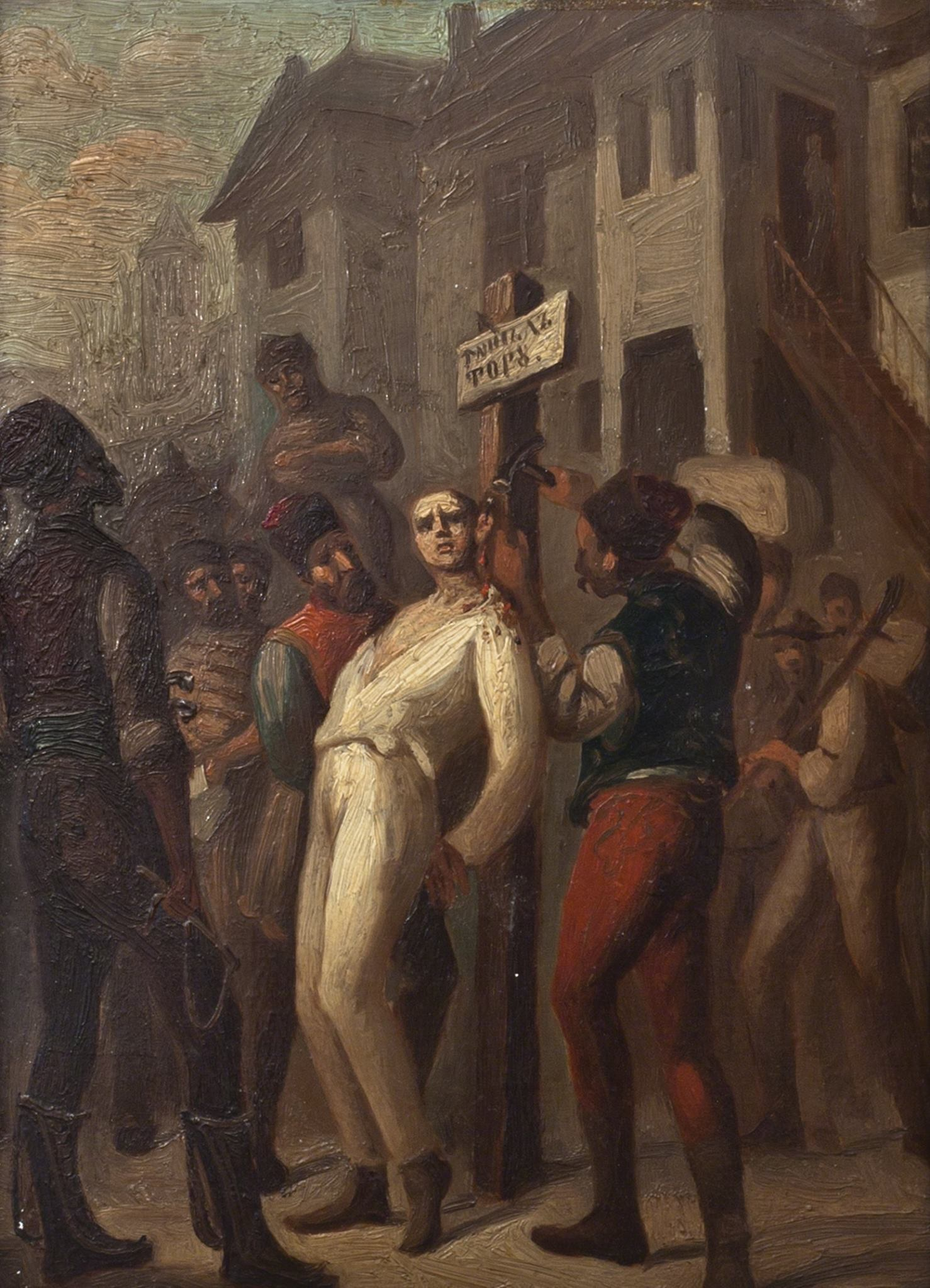
Ţintuirea de urechi
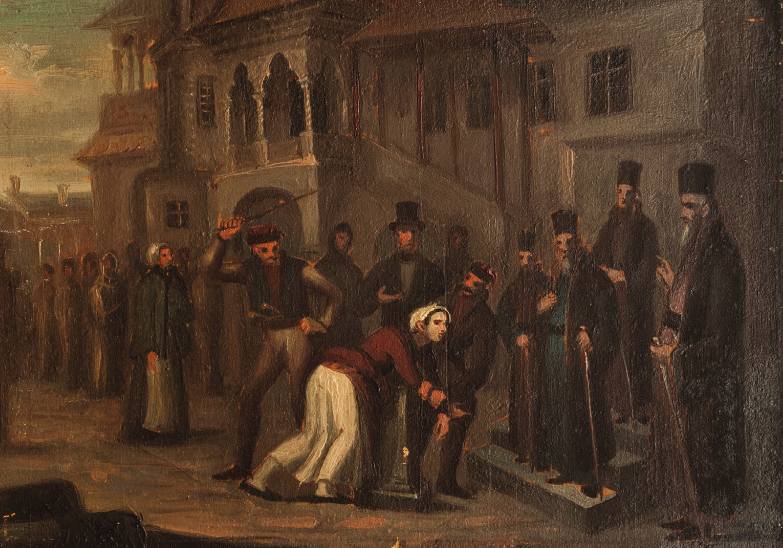
Bătaia femeii
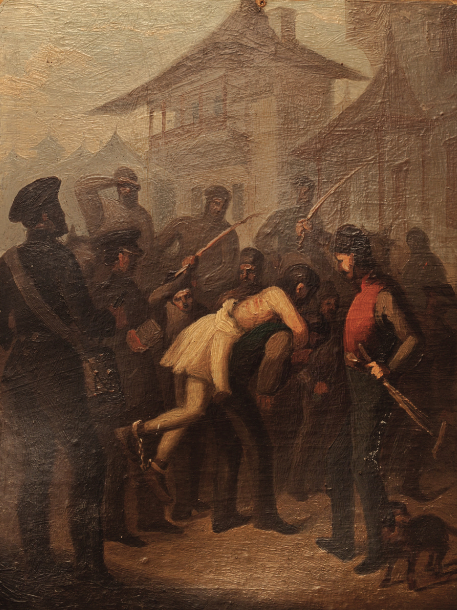
Bătaia la spate
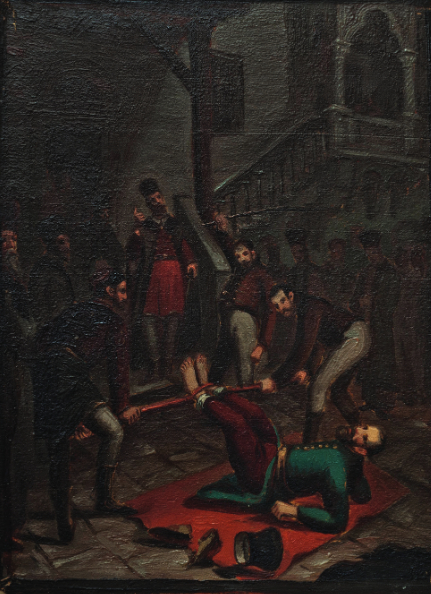
Bătaia la tălpi

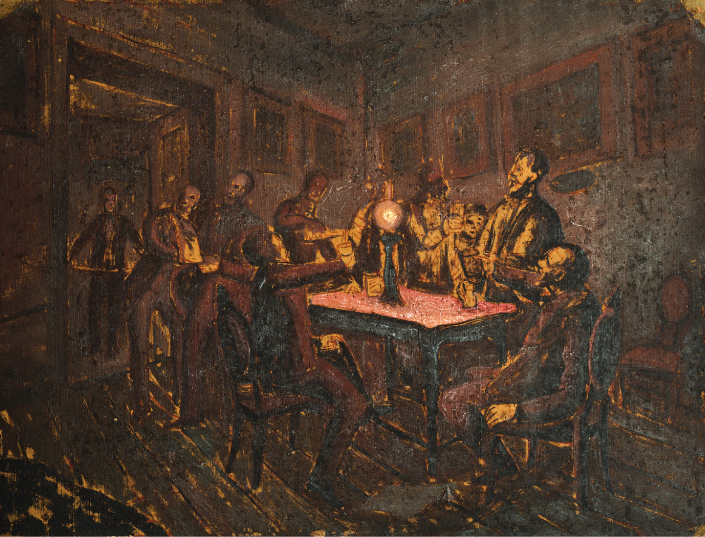
Banchetul ziariștilor
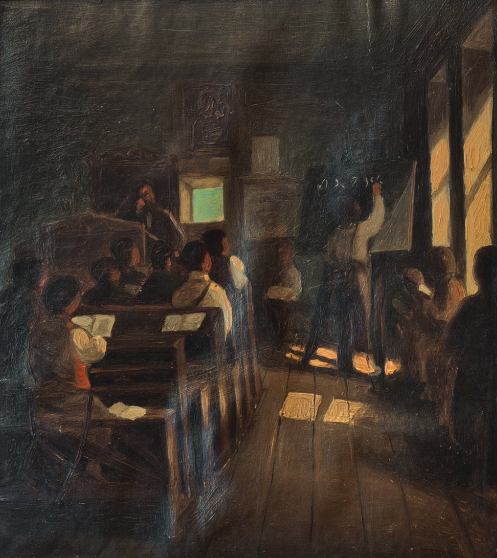
În clasă
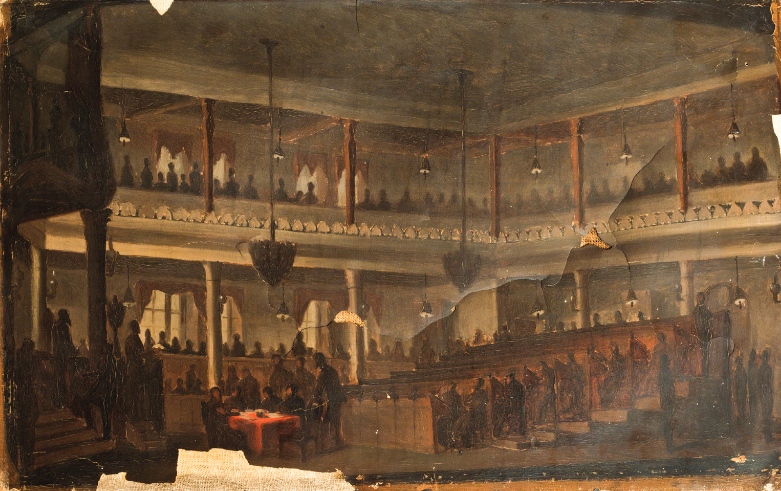
Interior de Parlament
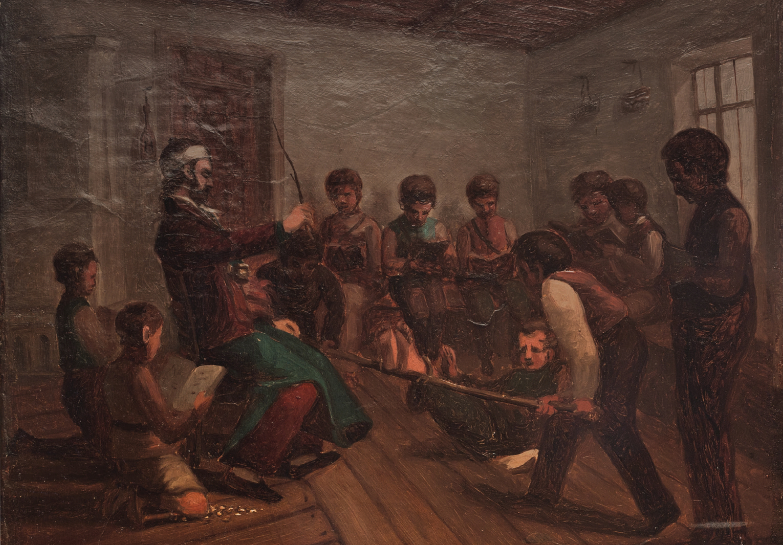
Școala
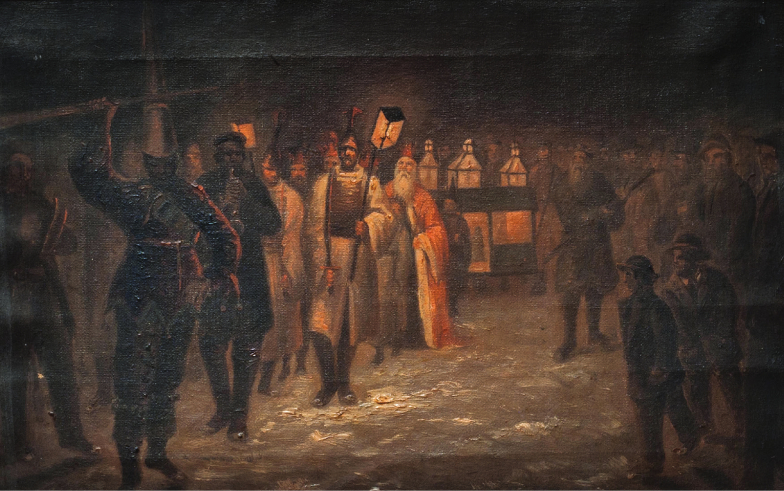
Vicleimul (Viflaim)